# Ivan Tavčar
Ivan Tavčar, född 28 augusti 1851 i Poljane nad Škofjo Loko, död 19 februari 1923 i Ljubljana, var en slovensk politiker och författare.
Tavčar öppnade 1884 i Ljubljana en advokatbyrå, som fick nationell betydelse genom användning av slovenska språket vid rättegångsförhandlingar. Hans populära arbete Slovenski pravnik (Den slovenske juristen; 1883, 1888) fick ofantlig spridning. För att motverka det tysk-klerikala inflytandet, sedan Jakob Missia 1884 blivit biskop i Ljubljana, bildade Tavčar det nationella frisinnade partiet och medarbetade flitigt i dagbladet "Slovenski narod". Som romanförfattare och novellist i folklig, delvis humoristisk stil var han mycket verksam. Han invaldes 1889 i Krains lantdag och 1899 i österrikiska riksrådet.